# تپه طاقه گوز
تپه طاقه گوز مربوط به عصر برنز - سدهٔ ۶ تا ۸ ه.ق است و در شهرستان شاهین دژ، بخش مرکزی، دهستان هولاسو، روستای منبر واقع شده و این اثر در تاریخ ۷ اسفند ۱۳۸۵ با شمارهٔ ثبت ۱۷۷۱۳ به‌عنوان یکی از آثار ملی ایران به ثبت رسیده است.